# Bahnbetriebswerk Koblenz-Mosel

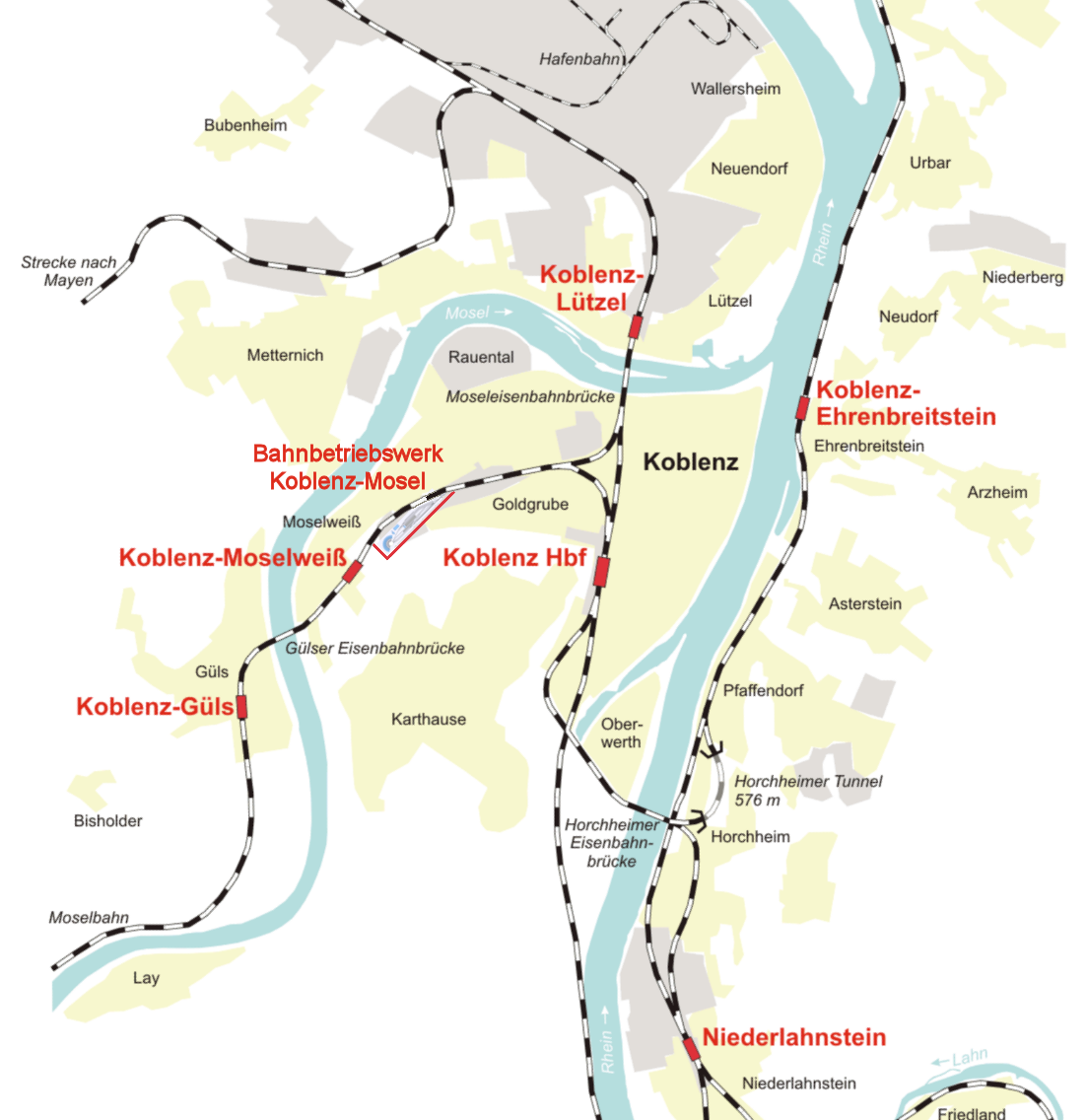
Bahnanlagen in Koblenz mit dem Bahnbetriebswerk Koblenz-Mosel (1900–1988)

Das ursprüngliche Bahnbetriebswerk Koblenz-Mosel war ein Bahnbetriebswerk an der Moselstrecke in Koblenz. Das Werk, zwischen den Stadtteilen Moselweiß und Goldgrube gelegen, war von 1900 bis 1988 in Betrieb. Der Lokschuppen war Heimat und Instandsetzungsort von Lokomotiven der Deutschen Bundesbahn (DB) und ihrer Vorgängerbahnen. Im Raum Koblenz wurden Reisezüge nur hier bespannt.
Die Gebäude der Deutschen Bundesbahn wurden restlos abgerissen. Ab 2008 errichtete die trans regio ein eigenes Betriebswerk Koblenz-Mosel an gleicher Stelle.

## Geschichte
Die am 15. Mai 1879 eröffnete Moselstrecke endete in Koblenz am Moselbahnhof, in der Nähe des heutigen Hauptbahnhofs. Ein weiterer Bahnhof stand mit dem Rheinbahnhof für Züge auf der linken Rheinstrecke zur Verfügung. Nach Aufgabe der preußischen Stadtbefestigung ab 1890 konnte die Stadt Koblenz erstmals aus den engen Stadtgrenzen ausbrechen. Beide bestehende Bahnhöfe wurden mit Bau des Hauptbahnhofs 1902 zusammengefasst und aufgegeben.
Das ging einher mit einem völligen Umbau der Koblenzer Bahnanlagen. Es entstanden drei Betriebswerkstätten, eine am Hauptbahnhof, das Bahnbetriebswerk Koblenz-Lützel am Bahnhof Koblenz-Lützel (1905) und eine weitere an der Moselstrecke in Moselweiß (Koblenz-Mosel). Die Bauarbeiten zum Bau des Bahnbetriebswerks Koblenz-Mosel begannen 1896 durch die Eisenbahn-Direktion Coeln. Nach der Inbetriebnahme um 1900 wurde das Werk 1902 fertiggestellt.

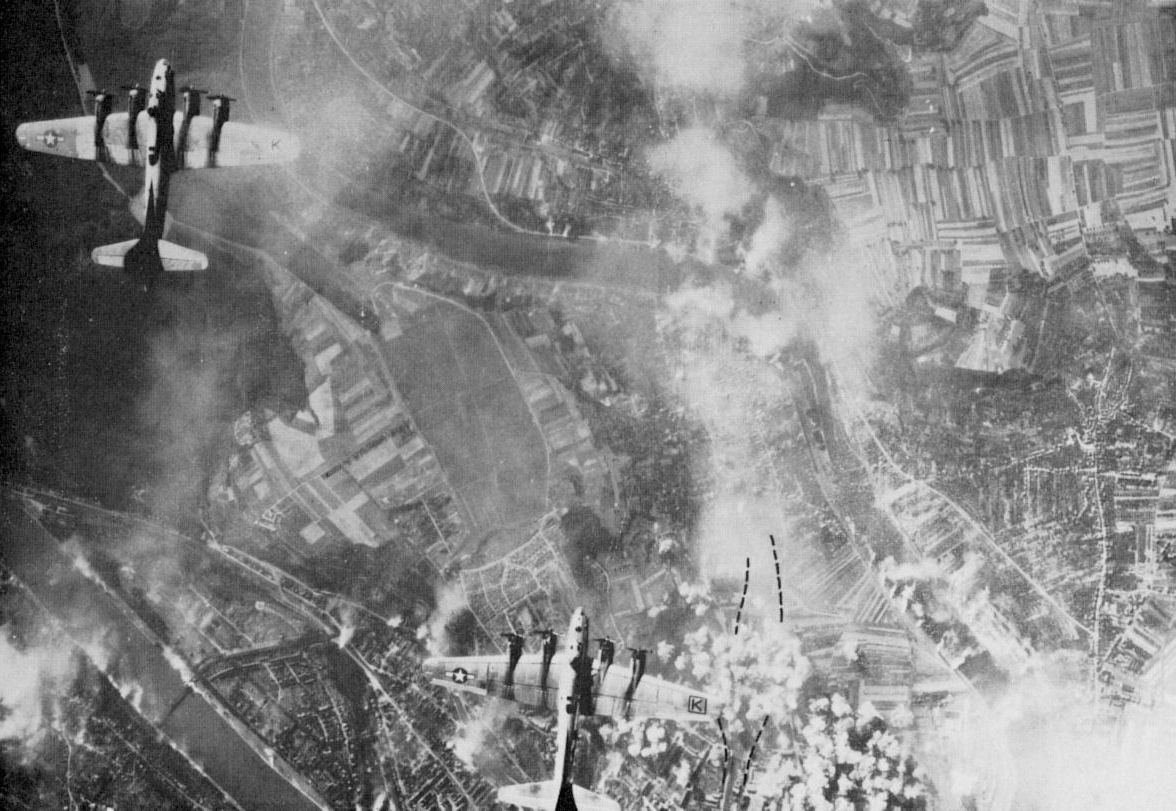
Zwei B-17 der US Air Force während eines Bombenangriffs auf Koblenz am 19. September 1944; bombardiert wurde das Bahnbetriebswerk Koblenz-Mosel (Markierung)

Nach dem Ersten Weltkrieg und der Besetzung des Rheinlands war die wirtschaftliche Situation sehr schwierig und es wurde kaum in moderne Lokomotiven investiert. Eine erste Verbesserung gab es 1917/18 mit dem viergleisigen Ausbau der Moseleisenbahnbrücke. Mit Aufgabe des Bahnbetriebswerks am Koblenzer Hauptbahnhof 1935 wurden die Leistungen von den Bahnbetriebswerken Koblenz-Lützel und Koblenz-Mosel übernommen. Mit Bau des Westwalls ab 1938 wurden erhebliche Mengen an Baustoffen über das Bahnbetriebswerk Koblenz-Mosel umgeschlagen. Im Zweiten Weltkrieg war das Werk meist Hauptangriffsziel der alliierten Luftangriffe auf Koblenz. Über den wichtigen Eisenbahnknoten Koblenz wurden 1944/1945 Truppen und Material an die Westfront gebracht. Einen letzten Höhepunkt erreichten die Luftangriffe auf das Betriebswerk mit der deutschen Ardennenoffensive. Kurz vor Einmarsch der amerikanischen Truppen im März 1945 wurden viele betriebsfähige Lokomotiven ins „Reichsinnere“ in Sicherheit gebracht. Der Betrieb im Werk kam schließlich mit Zerstörung aller Brücken in Koblenz am 7. März 1945 durch die sich zurückziehenden Einheiten der Wehrmacht völlig zum Erliegen.
Amerikanische Truppen nahmen bereits am 29. März 1945 den Eisenbahnverkehr von Koblenz-Mosel über Bonn nach Aachen für ihren eigenen Nachschub wieder auf. Die Moseleisenbahnbrücke wurde provisorisch wiederhergestellt. Schwieriger gestaltete sich die Instandsetzung der Moselstrecke, da zu viele Brücken entlang der Mosel zerstört waren. Die Strecke über die Gülser Eisenbahnbrücke nach Güls war bereits am 18. Dezember 1945 provisorisch wieder befahrbar, die Gesamtstrecke nach Trier konnte jedoch erst im Mai 1947 wieder befahrbar gemacht werden.
Mit Übernahme von Koblenz durch die französische Militärverwaltung gliederte man das Bahnbetriebswerk Koblenz-Mosel von der ehemaligen Reichsbahndirektion Köln an die Eisenbahndirektion Mainz. Nach deren Auflösung am 1. Juni 1971 kam das Werk wieder zurück in die Obhut der Direktion Köln. Eine weitere Normalisierung der Verhältnisse im Werk nach dem Krieg erfolgte mit Übernahme durch die Deutsche Bundesbahn und der Rückkehr von Lokomotiven.
Erste Einbußen im Einsatz von Dampfloks waren nach der Elektrifizierung der linken Rheinstrecke 1958 spürbar. 1962 folgte die Elektrifizierung der rechten Rheinstrecke, 1973 die der Moselstrecke, was das Ende des Dampfbetriebes bedeutete (siehe auch Chronik der Streckenelektrifizierung der Deutschen Bundesbahn). Das Bahnbetriebswerk Koblenz-Mosel wurde nach und nach auf die Unterhaltung von Elektrolokomotiven umgestellt. Das Ende kam, nachdem am 1. Mai 1982 am Hauptbahnhof die Großdienststelle „Betriebswerk Koblenz“ in Dienst ging. Von nun an wurden immer mehr Mitarbeiter und Fahrzeuge in das neue Betriebswerk umgesetzt, so beispielsweise 1982 die Lokleitung. Auch der Bahnhof Koblenz-Lützel war betroffen. Die letzten Triebwagen verließen am 28. Mai 1988 das Bahnbetriebswerk Koblenz-Mosel. Die Betriebsgebäude waren seitdem verlassen und wurden bis 2007 abgerissen.

## Betriebsanlagen

Hinweisschild zur Errichtung des trans regio Betriebswerks Koblenz-Mosel

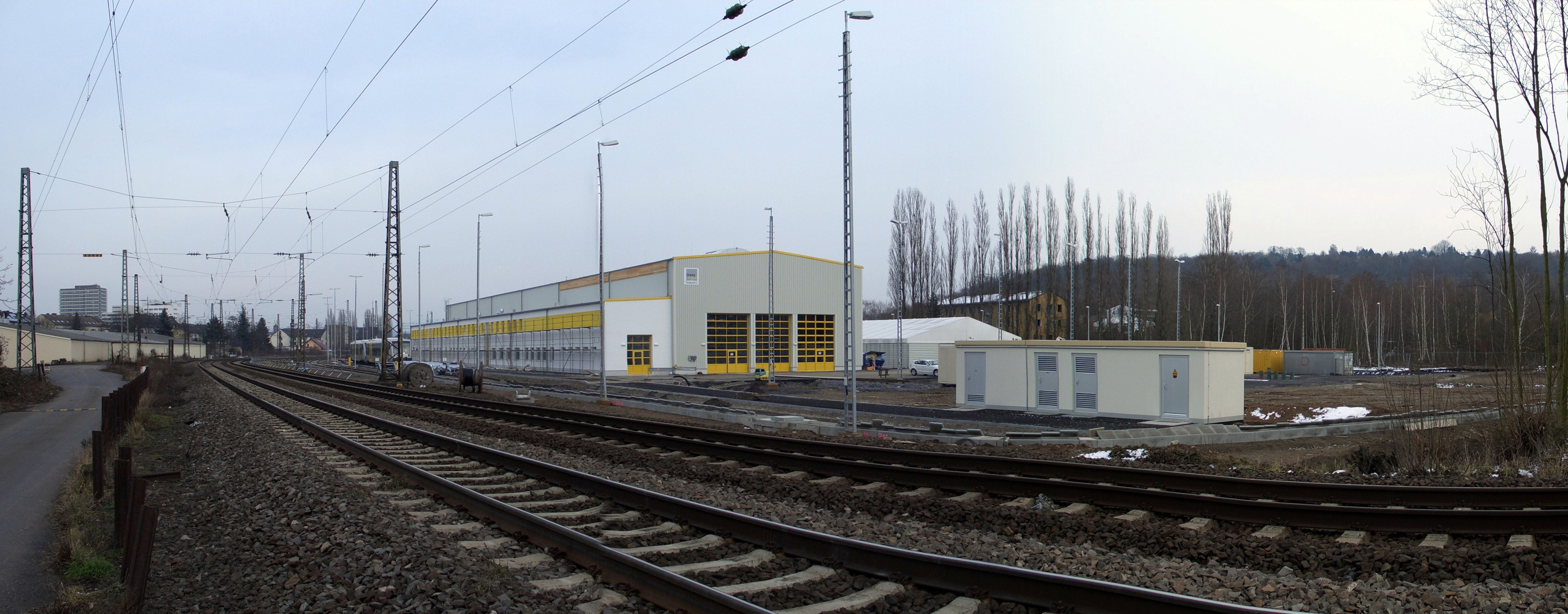
Die bereits bestehenden Anlagen des trans regio Betriebswerks Koblenz-Mosel

Das Bahnbetriebswerk Koblenz-Mosel lag zwischen Beatusstraße/Bogenstraße und der Moselstrecke. Es bestand eine direkte Anbindung an die Moselstrecke, von wo aus auch über die linke Rheinstrecke der Koblenzer Hauptbahnhof direkt erreicht werden konnte. Das Herzstück der Anlage war auf westlicher Seite ein 30-ständiger Ringlokschuppen mit Drehscheibe. Nach dem Krieg blieben bis zum Abriss noch 25 Stände übrig, 5 Stände waren als Freistände ausgelegt. Zusätzlich gab es einen Wasserturm mit Wasserkran und Schlackengrube, einen Kohlenbansen, ein Trafohaus, eine Besandungsanlage sowie verschiedene Verwaltungsgebäude z. B. für die Lokleitung. Im Zweiten Weltkrieg entstanden am Werk zwei Bunker zum Schutz der Arbeiter der Reichsbahn bei Luftangriffen.

## Trans Regio Betriebswerk Koblenz-Mosel
Auf dem ehemaligen Gelände der Deutschen Bundesbahn errichtete die trans regio Deutsche Regionalbahn GmbH seit 2008 ein eigenes Betriebswerk mit Werkstatt und Depot. Hier werden die Fahrzeuge der Baureihe 460 des Typs Desiro ML gewartet.